# Nenad Maslovar
Nenad Maslovar (ur. 20 lutego 1967) – były jugosłowiański piłkarz pochodzenia czarnogórskiego, reprezentant kraju.

## Kariera reprezentacyjna
W reprezentacji Jugosławii zadebiutował w 1997. W sumie w reprezentacji wystąpił w 3 spotkaniach.

## Statystyki
| Reprezentacja Jugosławii | Reprezentacja Jugosławii | Reprezentacja Jugosławii |
| Rok                      | Mecze                    | Gole                     |
| ------------------------ | ------------------------ | ------------------------ |
| 1997                     | 3                        | 0                        |
| Razem                    | 3                        | 0                        |